# Akmačići (Šekovići)
Pour les articles homonymes, voir Akmačići.
Akmačići (en serbe cyrillique : Акмачићи) est un village de Bosnie-Herzégovine. Il est situé dans la municipalité de Šekovići et dans la république serbe de Bosnie. Selon les premiers résultats du recensement bosnien de 2013, il compte 26 habitants.

## Démographie

### Répartition de la population par nationalités (1991)
En 1991, le village comptait 79 habitants, tous serbes.